# باولو سيرجيو دي أوليفيرا
باولو سيرجيو دي أوليفيرا (10 مايو 1989 بفرانسيسكو موراتو في البرازيل - ) هو لاعب كرة قدم برازيلي في مركز الوسط. لعب مع نادي بونتي بريتا.

## وصلات خارجية
- باولو سيرجيو دي أوليفيرا على موقع قاعدة بيانات كرة القدم.إي يو (الإنجليزية)
- باولو سيرجيو دي أوليفيرا على موقع قاعدة بيانات كرة القدم.إي يو (الإنجليزية)
- باولو سيرجيو دي أوليفيرا على موقع Soccerway.com (الإنجليزية)